# Csakazértis
A Csakazértis a Pokolgép zenekar tizenegyedik nagylemeze. Ez volt az első Pokolgép-album a zenekar újraszerveződése után. A régi felállásból csak Rudán Joe énekes és Kukovecz Gábor gitáros maradt meg, hozzájuk csatlakozott Pintér Csaba basszusgitáros, aki már az 1995-ben megjelent A Gép című lemez turnéján is csapattag volt, valamint Pinyő korábbi zenekarának a dobosa, Szilágyi Ede. Láris László gitáros még a lemez munkálatai előtt kilépett a zenekarból, így az 1991-ben megjelent Adj új erőt lemez után ez volt a második olyan Pokolgép album, amelyen kizárólag Kukovecz Gábor gitárjátéka hallható.
A Csakazértis 2000. május 13-án került a boltok polcaira. Ugyanazon a napon tartották a lemezbemutató koncertet a Petőfi Csarnokban, ahol a Pokolgép az U.D.O. előzenekaraként lépett fel. A lemez turnéjának zárókoncertje is a PeCsa színpadán volt, és ennek a koncertnek az anyagát tartalmazza, a 2001-ben megjelent Live címmel.

## Az album dalai
1. Ősi lázban - 5:53
2. Én a tűz leszek - 5:00
3. Ha újra jön az ár - 4:48
4. Mielőtt végleg eltűnnél - 4:32
5. Így kellesz - 5:15
6. Csakazértis - 4:41
7. Mit tennél, ha látnád? - 3:57
8. Hagyd hátra - 4:43
9. Szökevény - 4:41
10. Ha akarom - 4:15
11. A másik oldal - 4:16
12. Mégegyszer - 3:59

## Közreműködők

### Pokolgép
- Rudán Joe - ének
- Kukovecz Gábor - gitár, vokál, billentyűs hangszerek
- Pintér Csaba - basszusgitár, vokál
- Szilágyi Ede - dobok

#### Egyéb
- Láris László - gitárszoló (Hagyd hátra)
- Péter Judit - ének
- Győri "Jegenye" János - billentyűs hangszerek